# ولفينشتاين: ذا نيو أوردر

لقطة من شاشة اللعبة في وضعية الهجوم بتقنية إد تيك 5

ولفينشتاين: ذا نيو أوردر (بالإنجليزية: Wolfenstein: The New Order) ، هي لعبة إلكترونية أمريكية من نمط الحرب المستقبلية وخيال علمي، صدرت اللعبة في شهر مايو عام 2014، وتعمل اللعبة لأنظمة ألعاب فيديو التالية : بلاي ستيشن 3 وبلاي ستيشن 4 وإكس بوكس 360 وإكس بوكس ون ومايكروسوفت ويندوز.

## قصة اللعبة
تبدأ القصة عن اقتراب النازيين للنصر في الحرب العالمية الثانية، حيث كانت القوات الأمريكية والبريطانية حاولت الهجوم على القلعة الكبيرة حين تفاجأوا بحرب الألات وتمكنوا من اسقاط عدد كبير من القتلى الأمريكيين والإنجليز، وتبدأ سيطرة النازيين حول العالم ومنها العاصمة البريطانية لندن والعاصمة الفرنسية باريس والولايات المتحدة الأمريكية، وتجبر جميع دول العالم بالتحدث للغة الألمانية، وفي عام 1960م قام بطل اللعبة بلاكوتش بإبلاغ أصدقائه بإفساد المشروع النازي، وحلم تدمير القاعدة العسكرية النازية على القمر وتحطيم تكنلوجيا الحرب.

## الرقابة الألمانية
قامت الرقابة في ألمانيا الاتحادية بموافقة دخول ألعاب الفيديو وإنشاء موقع رسمي للعبة وهي منفصلة عن بقية لغات أوروبا واليابانية، وقامت بحذف مقطع مبسط عن قائد حكومة الرايخ الثالث أدولف هتلر ، وقامت بحذف كل مايتعلق بالنازية ، والتي تشمل شعار سواستيكا الشهير وشعار الإس إس وشعار الهيكل العظمي واستبدالها بشعار اللعبة ولفنشتاين.